# Splendid isolation
Splendid isolation (schitterende afzondering) was de isolatiepolitiek in het Verenigd Koninkrijk aan het einde van de negentiende eeuw. Onder Disraeli (1874-1880) en vooral Salisbury (1886-1892 en 1895-1902) hielden de Britten zich buiten de Europese aangelegenheden. Waar zij zich eerder via allianties verbonden hadden aan bepaalde staten om het machtsevenwicht te handhaven, zagen zij na de Duitse eenwording af van permanente steunbetuigingen aan andere grote mogendheden. De nadruk kwam te liggen bij de koloniën, protectoraten en afhankelijke gebieden. Aan het begin van de twintigste eeuw ging men onder druk van de internationale ontwikkelingen toch weer allianties aan. De Eerste Wereldoorlog maakte een definitief einde aan de splendid isolation en bracht juist die verwoestende gevolgen die men had proberen te vermijden met de isolatiepolitiek.
De eerste aanzet werd gegeven in 1822 door foreign secretary George Canning, die zich richtte tegen het Concert van Europa. Dat betekende niet dat het Verenigd Koninkrijk zich volledig terugtrok, zoals bleek met onder meer het Verdrag van Londen uit 1839 waarin de Belgische onafhankelijkheid werd vastgesteld, de Krimoorlog van 1853 tot 1856 en de Anglo-Egyptische Oorlog van 1882. Vooral Salisbury propageerde daarna afzijdigheid van Europese bemoeienissen. Door de Tweede Boerenoorlog van 1899 tot 1902 kwam het echter tot anti-Britse sentimenten en bleken de nadelen van de isolatie. De Entente Cordiale met Frankrijk uit 1904 en het Verdrag van Sint-Petersburg uit 1907 waren de eerste aanzetten tot meer betrokkenheid tot het Verenigd Koninkrijk in 1914 de Eerste Wereldoorlog werd ingetrokken.
In algemene zin wordt de term gebruikt om situaties aan te geven waarbij iets zich volledig los van de omgeving ontwikkelt.